# ليني كازان
ليني كازان (بالإنجليزية: Lainie Kazan)‏ (ولدت في 15 مايو 1940) ممثلة ومغنية أمريكية تم ترشيحها في عام 1988 لجائزة إيمي برايم تايم لأفضل ضيفة شرف في مسلسل درامي عن دورها في المسلسل التلفزيونية الدرامي سانت إيلسوير، 

## روابط خارجية
- ليني كازان على موقع IMDb (الإنجليزية)
- ليني كازان على موقع ألو سيني (الفرنسية)
- ليني كازان على موقع ميوزك برينز (الإنجليزية)
- ليني كازان على موقع أول موفي (الإنجليزية)
- ليني كازان على موقع قاعدة بيانات برودواي على الإنترنت (الإنجليزية)
- ليني كازان على موقع قاعدة بيانات برودواي على الإنترنت (الإنجليزية)
- ليني كازان على موقع قاعدة بيانات الأفلام السويدية (السويدية)
- ليني كازان على موقع إن إن دي بي (الإنجليزية)
- ليني كازان على موقع أول ميوزيك (الإنجليزية)
- ليني كازان على موقع ديسكوغز (الإنجليزية)